# みずのき美術館
みずのき美術館(みずのきびじゅつかん)は、京都府亀岡市にある障害者支援施設みずのきの絵画教室（1964年〜2001年）から生まれた作品約２万点の所蔵と展示、そしてアール・ブリュットの考察を基本に据えた美術館である。
2012年に開館。作品展示やワークショップなど、様々な発信方法で企画を行っている。

## 概要
運営母体は、社会福祉法人松花苑。大正時代に建てられた木造二階建ての元理髪店をリノベーションしたもの。松花苑が運営する障害者支援施設「みずのき」の絵画教室で入所者が描いた絵画作品は、亜細亜では初めてスイスのアール・ブリュット・コレクションへ永久所蔵されている。みずのき美術館では、「みずのき絵画教室」の絵画作品約2万点を含む膨大な資料をデジタル・アーカイブしている。美術館の所蔵作品は、作品の画力の高さに加え、「アール・ブリュット」と「障害者の美術教育」という双方の視点から、美術関係者、福祉関係者を問わず、高い関心を集めている。

## 住所
- 京都府亀岡市北町18

TEL

## アクセス
- JR嵯峨野線「亀岡駅」南口より徒歩　約8分

## 利用案内
- 開館時間 10:00 ～ 18:00 （最終入館時間 17:30)
- 夜間開館なし
- 入場料 通常時: 有料
- 特別展示料: 無料

車椅子対応トイレあり。
- 休館日 月曜日 火曜日 水曜日 木曜日

木曜日が祝日の場合は開館。
また展示替え期間、お盆、年末年始は休館。

## 評価
「Casa BRUTUS 特別編集　世界のベストミュージアム」マガジンハウス、2017年、p.223の「日本のBEST美術館総括」(展示部門)で、足立美術館、出光美術館、岡田美術館、清里現代美術館、霧島アートの森、信州高遠美術館、札幌芸術の森美術館、広島市現代美術館、横浜美術館と並んで54位にランクしている。